# Dekanat Toruń IV
Dekanat Toruń IV – jeden z 24 dekanatów w rzymskokatolickiej diecezji toruńskiej.

## Historia
Dekanat toruński niegdyś należał do archidiecezji gnieźnieńskiej. Od 25 marca 1992 roku przynależy on do diecezji toruńskiej. Obecny kształt dekanat uzyskał na przełomie 2001 i 2002 roku po reorganizacji struktur diecezjalnych.

## Parafie
Lista parafii (stan z 10 października 2023):
| Lp | Miejscowość / parafia                                 | Proboszcz / administrator       | Zdjęcie |
| -- | ----------------------------------------------------- | ------------------------------- | ------- |
| 1  | Cierpice Najświętszej Maryi Panny Królowej Polski     | ks. Paweł Kołatka               |         |
| 2  | Grabie św. Wacława                                    | ks. Robert Stanisław Fabian     |         |
| 3  | Mała Nieszawka Najświętszego Serca Pana Jezusa        | ks. Marcin Lisiński             |         |
| 4  | Otłoczyn Najświętszego Serca Pana Jezusa              | ks. Adam Andrzej Machowski      |         |
| 5  | Toruń bł. Stefana Wincentego Frelichowskiego          | ks. kan. Ryszard Domin          |         |
| 6  | Toruń Matki Bożej Łaskawej                            | ks. Leszek Stefański            |         |
| 7  | Toruń Niepokalanego Poczęcia Najświętszej Maryi Panny | ks. prał. Krzysztof Lewandowski |         |
| 8  | Toruń Opatrzności Bożej                               | ks. Jacek Koczorski             |         |
| 9  | Toruń św. Apostołów Piotra i Pawła                    | o. Jozue Misiak OFM             |         |